# Obolcola deocellata
Obolcola deocellata är en fjärilsart som beskrevs av Louis Beethoven Prout 1913. Obolcola deocellata ingår i släktet Obolcola och familjen mätare. Inga underarter finns listade i Catalogue of Life.